# Yassine El Had
Yassine El Had (arab. ياسين الحظ, ur. 5 marca 1984 w Casablance) – marokański piłkarz, grający na pozycji bramkarza.

## Klub

### Raja Casablanca
Zaczynał karierę w Raja Casablanca. Z tym zespołem trzykrotnie zdobył mistrzostwo Maroka, a raz puchar kraju.

### Chabab Rif Al Hoceima
1 lipca 2014 roku przeniósł się do Chabab Rif Al Hoceima. W tym klubie zadebiutował 24 sierpnia 2014 roku w meczu przeciwko OC Safi (3:1 dla Chahab). Zagrał cały mecz i otrzymał żółtą kartkę. Łącznie zagrał 45 meczów, w których 12-krotnie zachowywał czyste konto.

### FAR Rabat
1 lipca 2017 roku dołączył do FAR Rabat. W stołecznym zespole zadebiutował 2 grudnia 2017 roku w meczu przeciwko OC Safi (1:1). Zagrał całe spotkanie. Łącznie w zespole z Rabatu zagrał 14 spotkań, w których trzykrotnie zachował czyste konto.

### Chabab Mohammédia
7 sierpnia 2019 roku dołączył do Chabab Mohammédia. 12 października 2020 ogłosił zakończenie kariery.